# Abraham Bloemaert

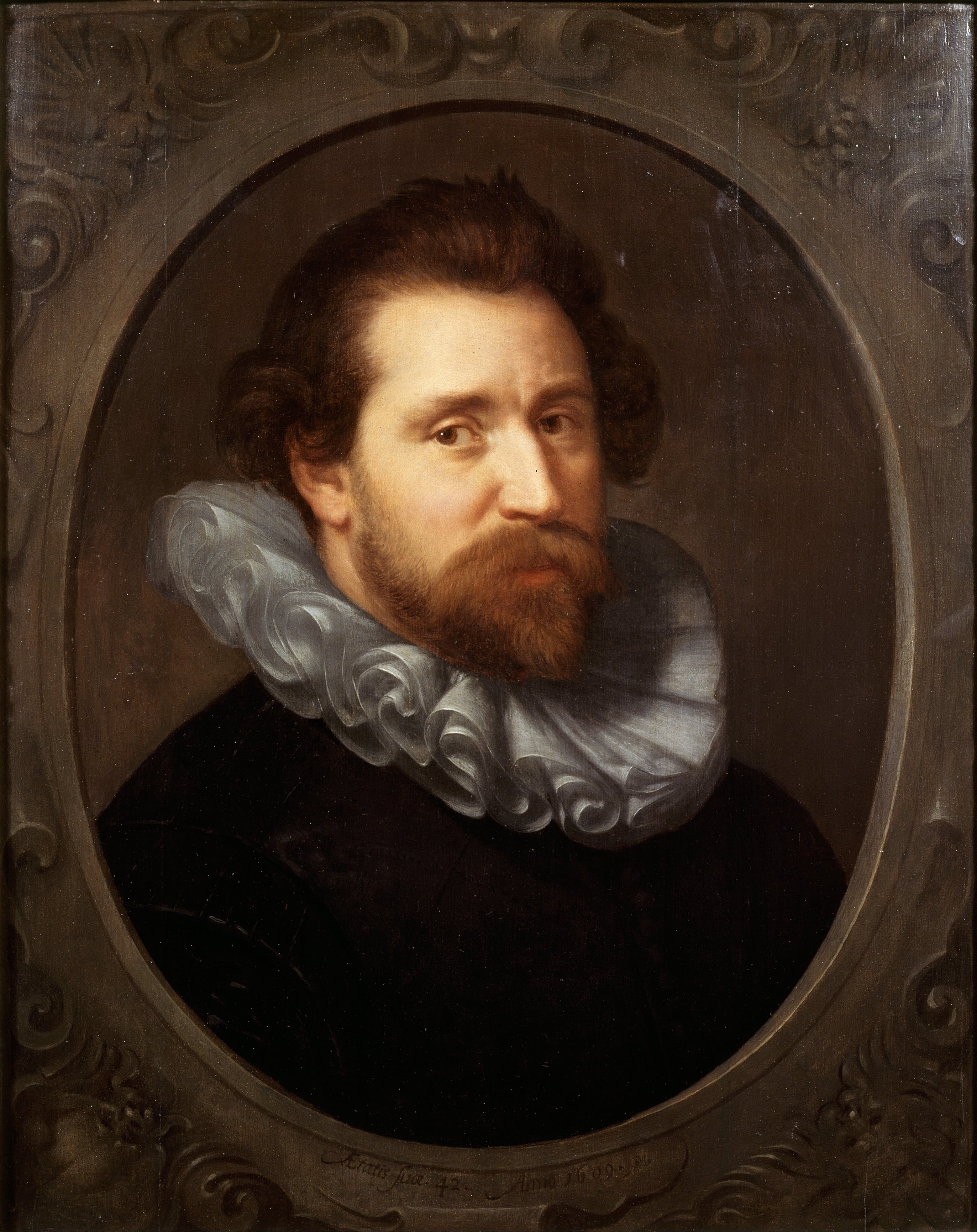
Porträt Abraham Bloemaerts von Paulus Moreelse

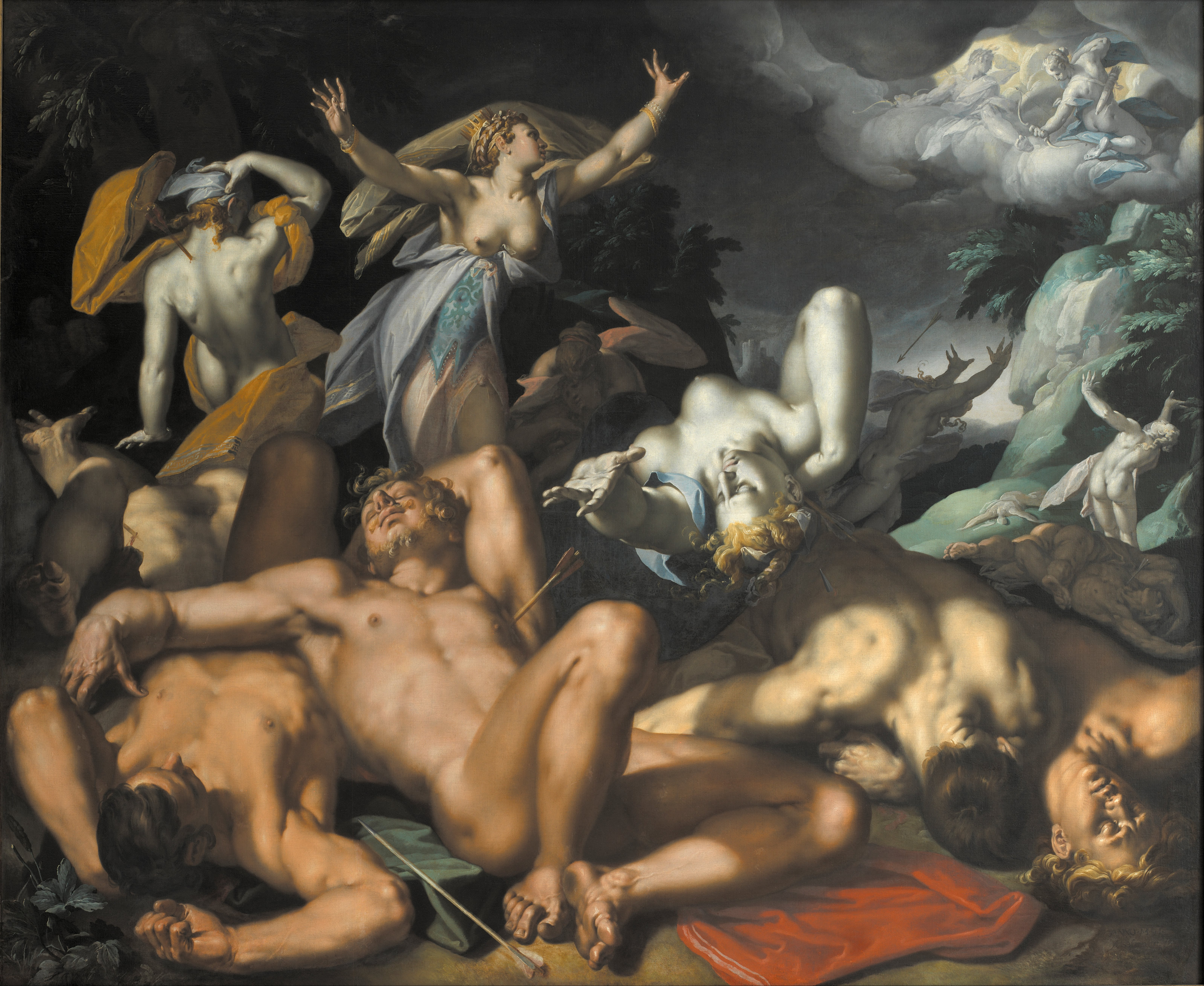
Apollo und Diana bestrafen Niobe durch den Tod ihrer Kinder

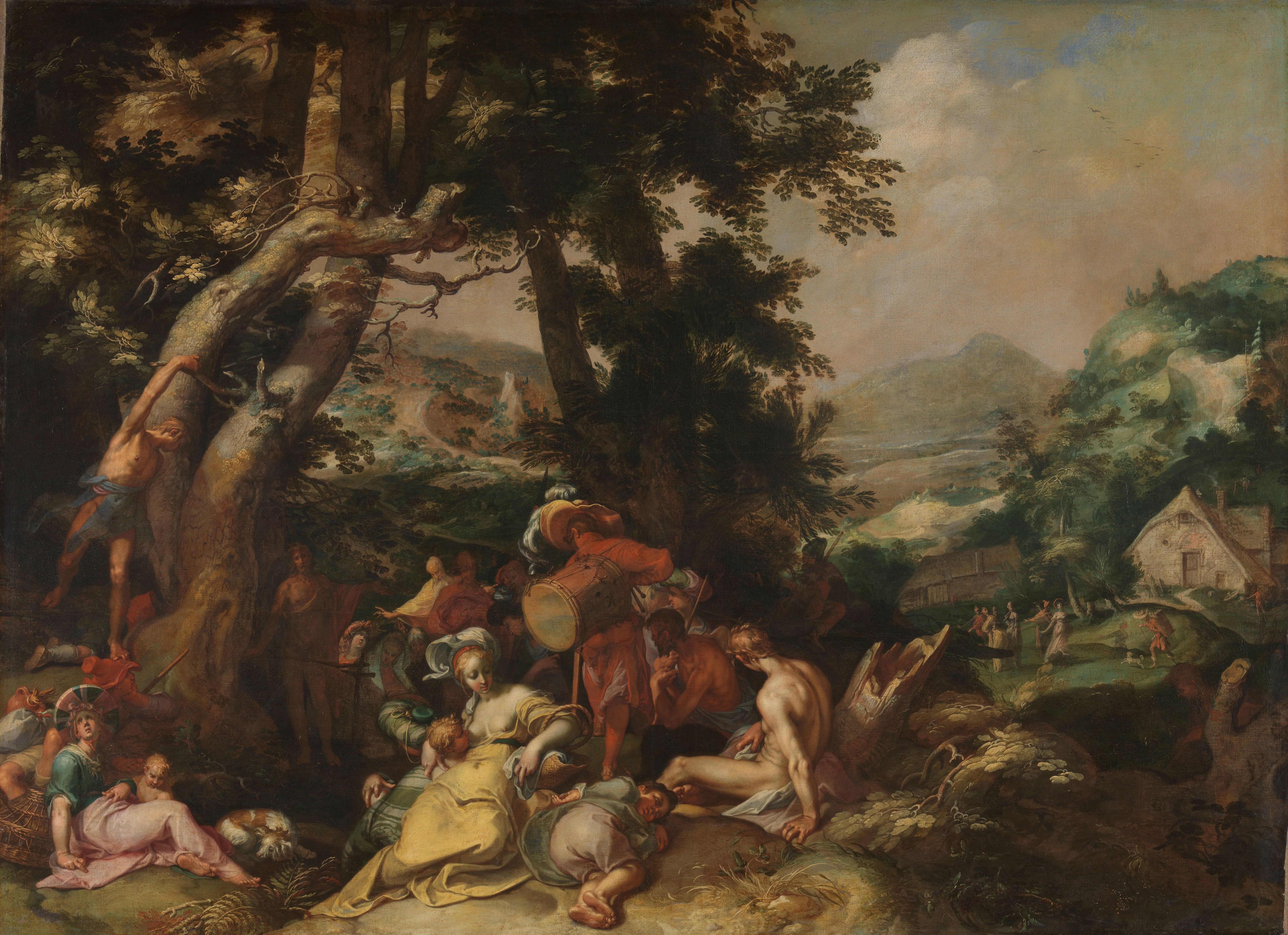
Landschaft mit dem predigenden Johannes dem Täufer. 1590–1610, Rijksmuseum

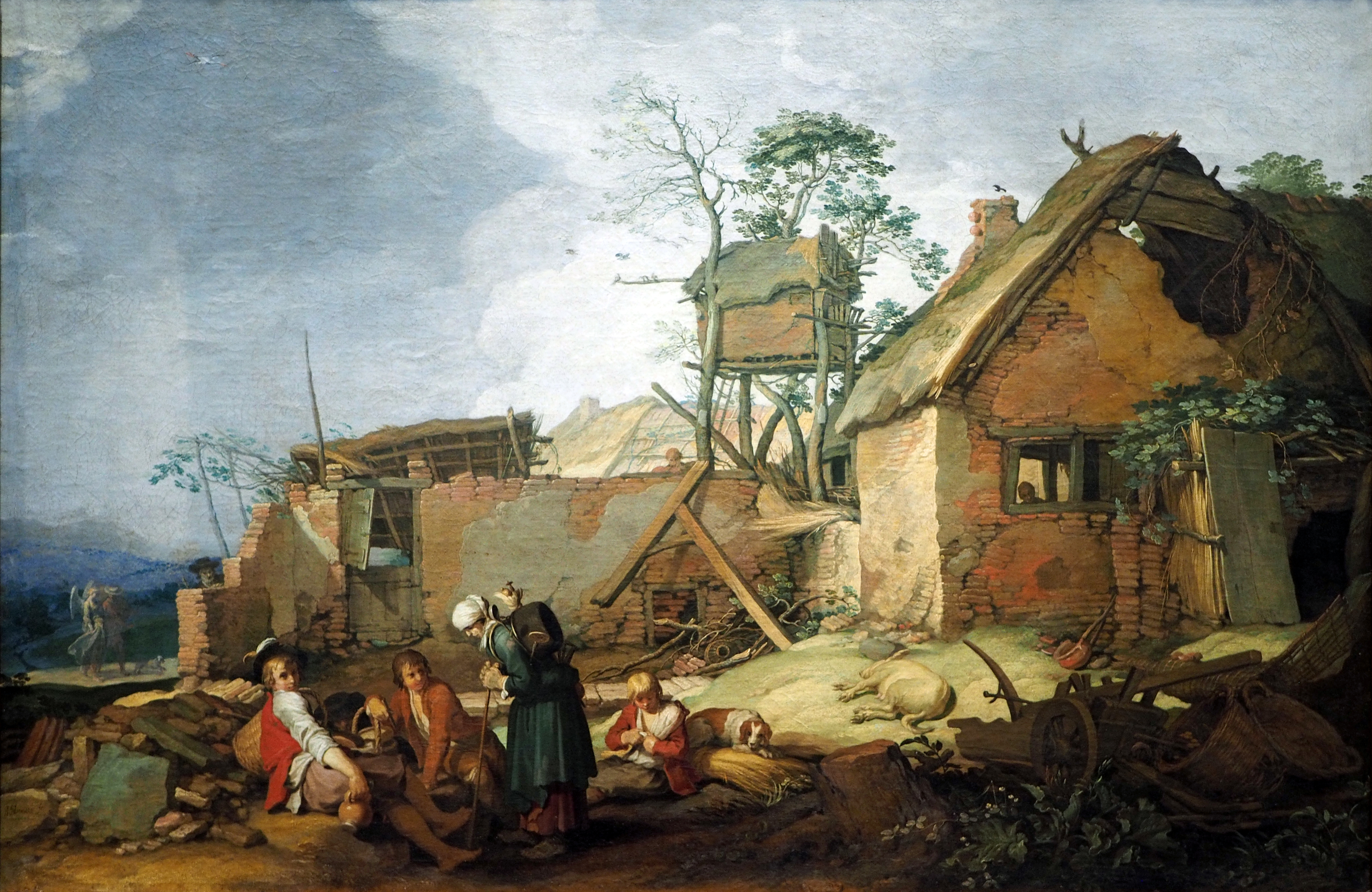
Landschaft mit Bauerngehöft, 1629, Hamburger Kunsthalle

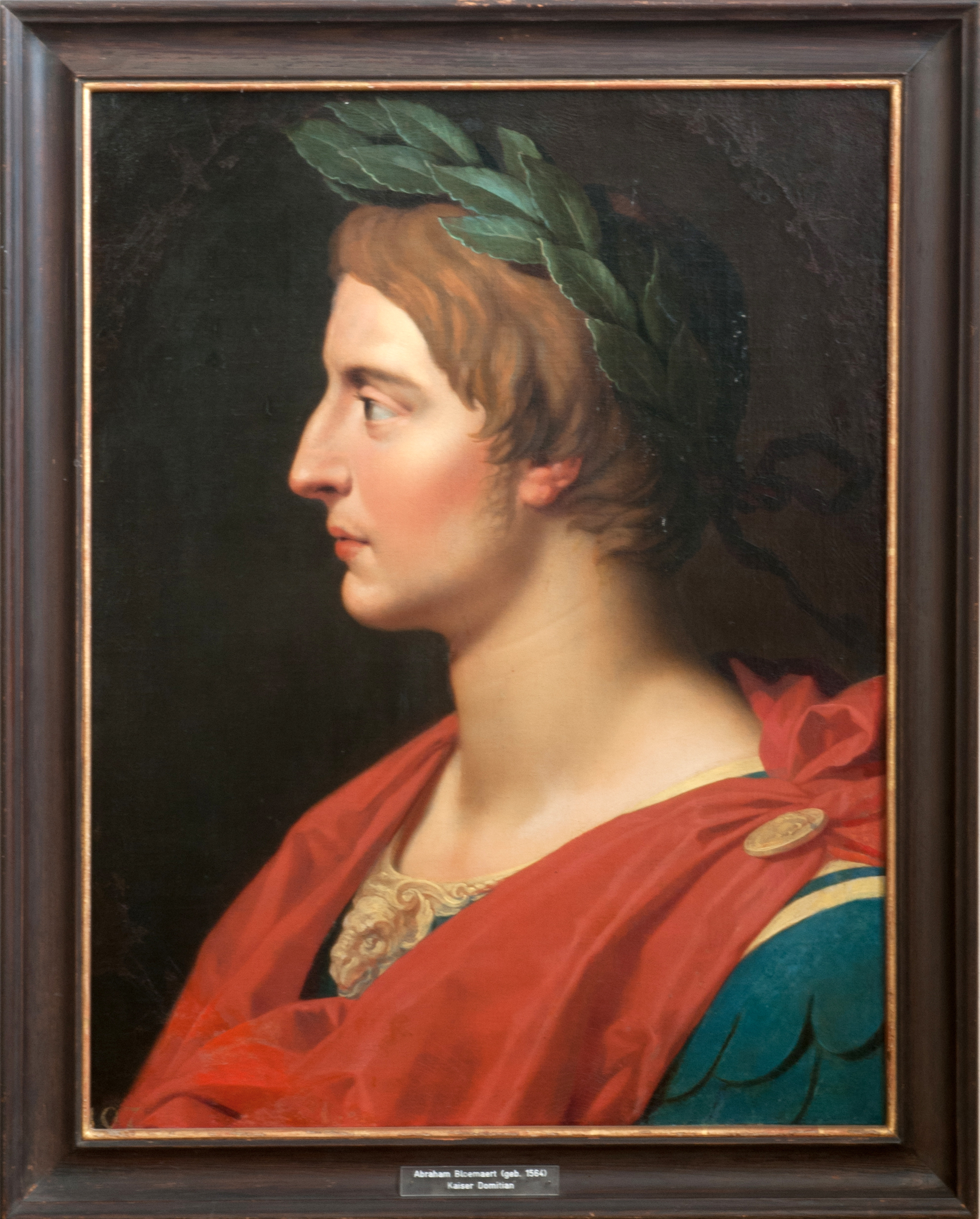
Kaiser Domitian, Schloß Caputh

Abraham Bloemaert (* 25. Dezember 1564 in Gorinchem, Holland; † 27. Januar 1651 in Utrecht) war ein niederländischer Maler.

## Leben
Bloemaert, Sohn des Bildhauers und Architekten Cornelis Bloemaert, lernte in Utrecht und Paris, ließ sich 1597 als Bürger in Amsterdam aufnehmen und war seit 1611 in Utrecht tätig, wo er bis an seinen Tod sesshaft geblieben zu sein scheint.
Bloemaert übte einen großen Einfluss auf die holländische Malerei aus. Er vermittelte gewissermaßen zwischen ihr und der flämischen Schule und kultivierte die Historie, das Porträt, das Genre und die Landschaft.
Die zahlreichen nach ihm entstandenen Stiche und Holzschnitte in Helldunkel geben ein reiches Bild seines künstlerischen Strebens. Seine koloristische Behandlung erinnert noch an die Manieristen des 16. Jahrhunderts, seine Zeichnung ist etwas stumpf, seine Farbe bunt.
Werke von ihm befinden sich hauptsächlich im Fine Arts Museums of San Francisco, aber auch in den Galerien von Berlin und im Louvre in Paris.
Einer seiner Schüler war Gerrit van Honthorst.
Abraham Bloemaert war seit dem 2. Mai 1592 mit Judith van Schonenburgh verheiratet, die Ehe endete kinderlos. Am 12. Oktober 1600 heiratete Bloemaert Gerarda de Roij, eine Brauerstochter. Die Ehe brachte viele Kinder hervor. Die Söhne
Hendrick (1601–1672), Frederick (1614/1617–1690), Cornelis (1603–1692) und Adriaan (nach 1609–1666) wurden ebenfalls Maler.
Bloemaerts Grab ist in der Utrechter Katharinenkirche.

## Auktionen
- 1825 in Nürnberg: Adam im Paradies bennenet die Thiere der Schöpfung. Kupferstich nach Abrh. Bloemart v. I. Saenredam gestochen und von einem niederländischen Künstler ausgemalt.
  - Adam und Eva sind nach dem Sündenfall den Mühen des Erdenlebens unterworfen. Von den nämlichen Künstlern und in gleicher Größe.[1]

## Ausstellung
- 2012: Der Bloemaert-Effekt! Farbe im Goldenen Zeitalter. Staatliches Museum Schwerin